# هیلی کلاسون
هیلی کلاسون (به انگلیسی: Hailey Clauson) (زاده ۷ مارس ۱۹۹۵) مدل آمریکایی است.